# Абакумово (Новосибірська область)
Абакумово (рос. Абакумово) — селище у Барабінському районі Новосибірської області Російської Федерації.
Входить до складу муніципального утворення Таскаєвська сільрада. Населення становить 103 особи (2010).

## Історія
Згідно із законом від 2 червня 2004 року органом місцевого самоврядування є Таскаєвська сільрада.

## Населення
| 2002 | 2007 | 2010 |
| ---- | ---- | ---- |
| 165  | ↘137 | ↘103 |